# Pseudochazara caucasica
Pseudochazara caucasica är en fjärilsart som beskrevs av Lederer 1864. Pseudochazara caucasica ingår i släktet Pseudochazara och familjen praktfjärilar. Inga underarter finns listade i Catalogue of Life.